# Cueva de Daina

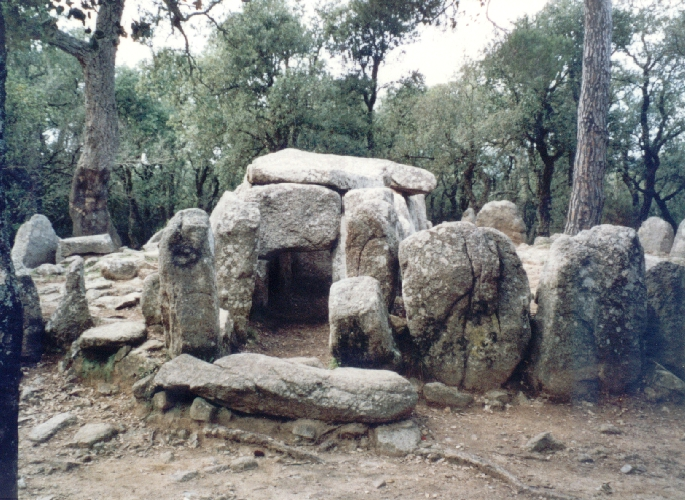
Cueva de Daina, entrada.

Estructura de la Cueva de Daina:
2. pasillo principal que va de este a oeste
3. túmulo de tierra y piedras que sirven de contrafuerte
4. cámara sepulcral situada en el centro

La cueva de Daina (en catalán Cova d'en Daina) es un dolmen de granito de grandes dimensiones construido entre 2700 a. C. y 2200 a. C. Está ubicado en las afueras del núcleo urbano de Romanyá de la Selva en Cataluña (España). 

## Historia del yacimiento
Fue descubierto por Pere Cama i Casas, antiguo propietario de los terrenos, y la primera mención de su descubrimiento fue hecha en 1894 por Agustí Casas. En 1957, las excavaciones promovidas por Lluís Esteva Cruañas hallaron numerosos huesos, dientes, siete puntas de flecha de sílex, fragmentos de cuchillo, trozos de cerámica y cuentas de collar. 
En 1931, fue declarado Monumento Nacional. 

## Estructura
El recinto megalítico está protegido por un crómlech en forma de anillo externo de 11 metros de diámetro formado por grandes piedras de granito. El dolmen mide 7,60 m de largo por 1,70 m de ancho y 1,50 m de alto. La cámara funeraria, de forma rectangular, está separada de la galería por tres piezas que conforman la puerta de entrada.